# Mansa volatilis
Mansa volatilis là một loài tò vò trong họ Ichneumonidae.